# Juan Muñoz (hiszpański piłkarz)
Juan Muñoz Muñoz (ur. 12 listopada 1995 w Utrerze) – hiszpański piłkarz występujący na pozycji napastnika w portugalskim klubie União Leiria.